# 85년

## 연호
- 후한(後漢) 원화(元和) 2년

## 기년
- 후한(後漢) 장제(章帝) 10년
- 신라(新羅) 파사 이사금(婆娑泥師今) 6년
- 고구려(高句麗) 태조대왕(太祖大王) 33년
- 백제(百濟) 기루왕(己婁王) 9년

## 사건
- 음력 1월, 백제가 신라를 침공하다.
- 음력 2월, 신라, 길원(吉元)을 아찬으로 삼았다.

## 참고 문헌
- 김부식 (1145), 《삼국사기》 <신라본기 제1권 파사 이사금 條>